# Земляника ананасная
Земляни́ка анана́сная, или земляни́ка садо́вая, земляни́ка крупнопло́дная (лат. Fragária × ananássa), — многолетнее травянистое растение рода Земляника семейства Розовых.
За этим растением и его плодами в быту, а также в некоторых научно-популярных изданиях закрепилось название клубника, а в ряде регионов — викто́рия, хотя словом «клубника» до появления этого крупноплодного гибрида называли другие виды того же рода — клубнику настоящую (она же земляника мускусная, Fragaria moschata) и клубнику луговую (она же земляника зелёная, Fragaria viridis). При этом садовую землянику также часто путают с культурными разновидностями земляники лесной (альпийской) (подробнее в разделе «Распространение»).

## Этимология
Название «ананасная» произошло от латинского научного названия вида ananassa. Название «садовая» вид получил от того, что после возникновения вытеснил практически все остальные культивируемые виды рода земляника; к тому же в диком виде он не встречается. Название «крупноплодная» связано с размерами плодов.

В русском языке XIX века растение Fragaria vesca именовалось земляникой, а Fragaria moschata — клубникой. С широким распространением плода, который в специальной литературе зовётся земляникой садовой, полученной гибридизацией двух американских видов фрагарии, в Москве и Петербурге (где Fragaria moschata была почти неизвестна) её стали называть клубникой, в Поволжье же, изобилующем собственно клубникой (Fragaria viridis) — викторией, по имени одного из первых сортов земляники садовой.
— Беликов В. И. «Сравнение Петербурга с Москвой и другие соображения по социальной лексикографии»

Земляника (Fragaria vesca L.). Этим именем называют у нас также вид F. elatior Ehrh., а также и другие разводимые в садах. Культура Земляники началась весьма недавно, а именно с XV, а местами и с XVI ст. Греки и римляне не занимались этой культурой. Прежде всего начали разводить настоящую или. лесную З. (F. vesca). Она даже была перевезена в жаркие страны, где она в горных местах прекрасно принялась и распространилась. Так на острове Бурбоне в 1801 г. она разрослась местами так обильно, что во время зрелости её плодов нельзя было ступить не запачкав ног красною мякотью. Американские виды перенесены в Европу сравнительно поздно: виргинская попала в Англию только в 1629 г., а чилийская — введена во Францию в 1715 г. Теперь разводимые и притом лучшие сорта произошли от помеси американских с европейскою лесною и другими. В России культура З. началась ещё позже, может быть отчасти вследствие того, что она родится у нас в необыкновенном изобилии: лесная — в сев. и средней России, a Fr. collina (степная клубника) — в вост. и южн. России, где она особенно ароматна и так обильна, что молоко кобылиц, пасущихся на нетронутых степных лугах, имеет иногда клубничный аромат. Никто, однако же, у нас не пробовал разводить степную клубнику искусственно. Ещё в сороковых годах нашего (XIX) века разведение З. в России ограничивалось почти исключительно Москвою, Петербургом и зап. областями.
— А. Бекетов (Энциклопедия Брокгауза и Ефрона. — С.-Пб.: Брокгауз — Ефрон. 1890—1907)
Название земляники садовой (Fragaria ananassa Duchesne) на английском — strawberry, на французском — fraise.

## Ботаническое описание

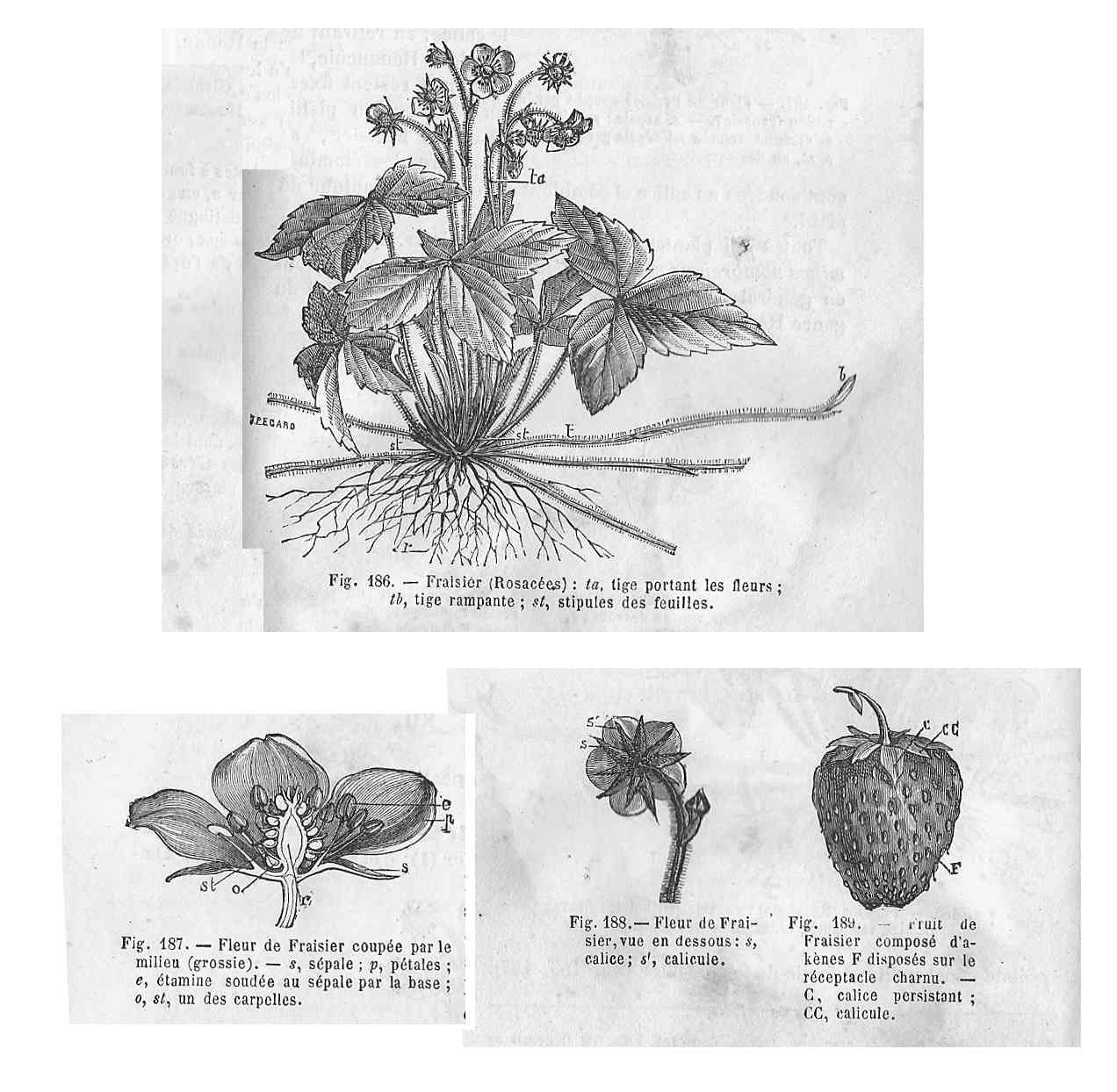
Земляника садовая. Общий вид растения, цветок в разрезе, цветок, плод. Гастон Боннье, 1886

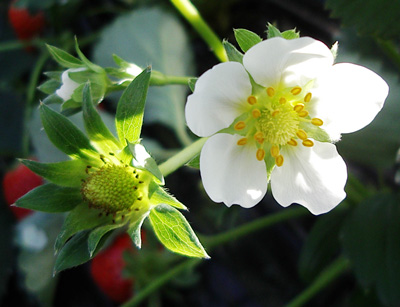
Цветы земляники ананасной

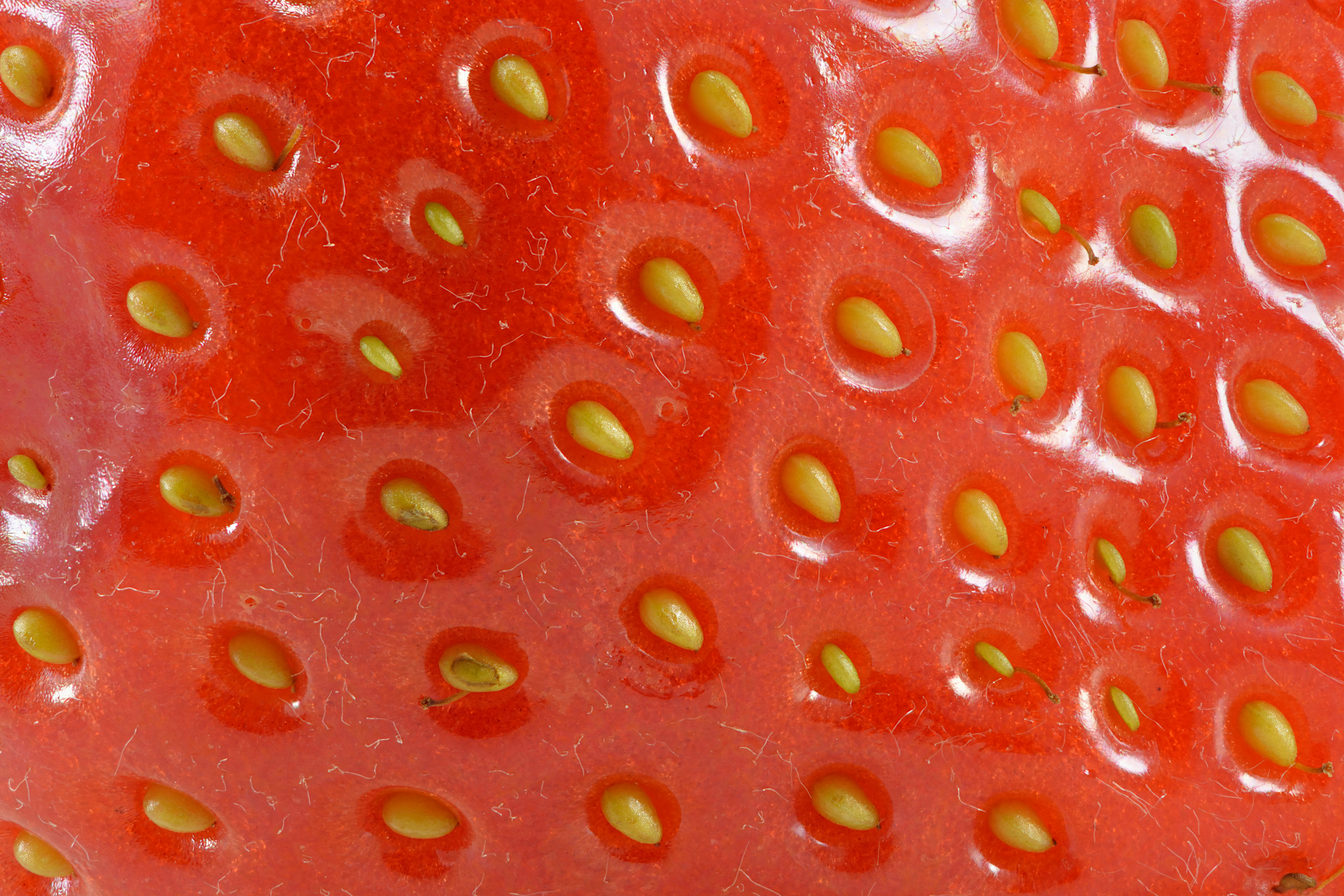
Семена (орешки) земляники садовой

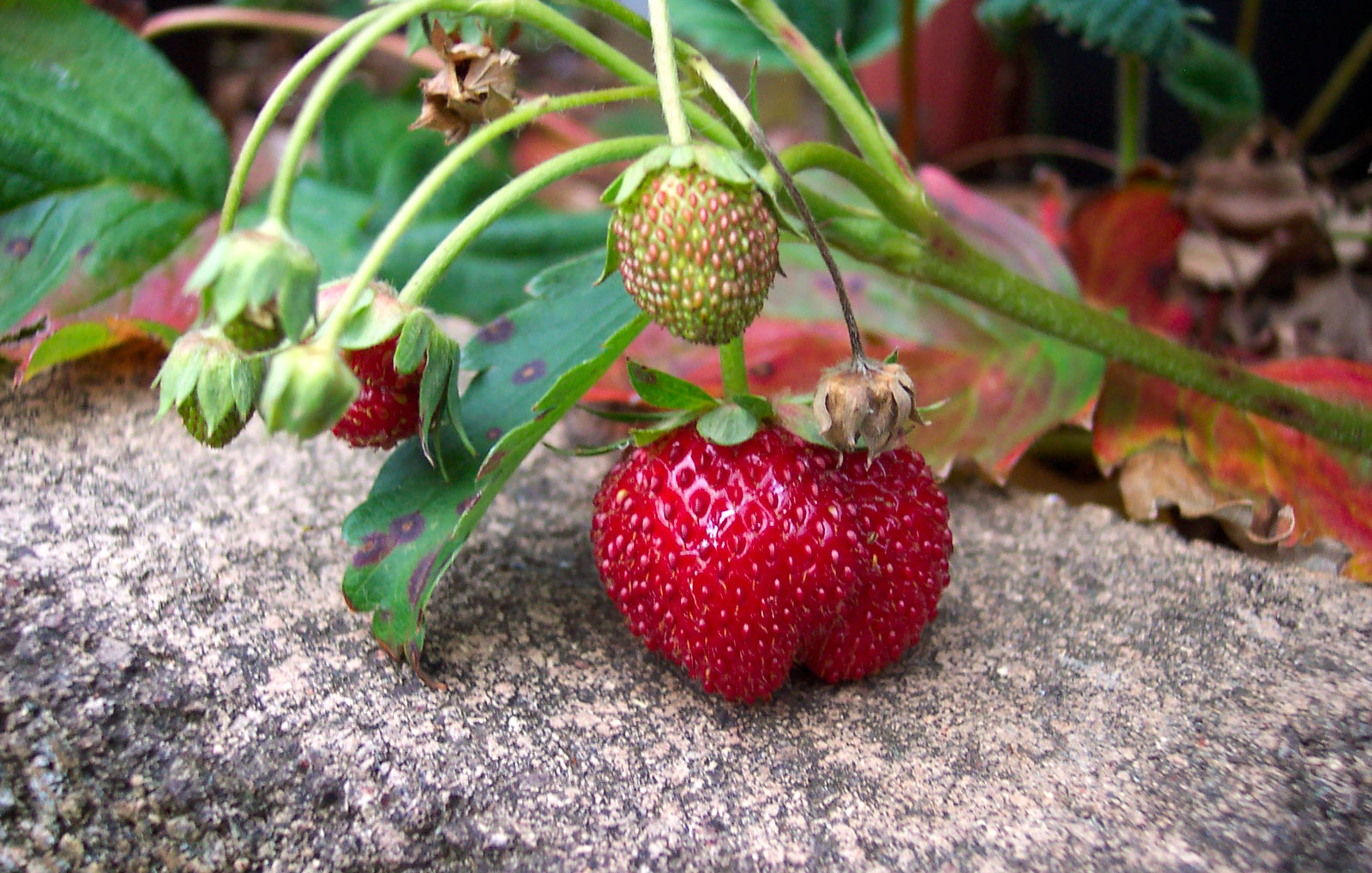
Плоды земляники садовой (в действительности являющиеся не ягодами, а разросшимися цветоложами) в разной стадии зрелости

Крупные тройчатые листья зелёного цвета находятся на черешках высотой 20—25 см.
Соцветие — многоцветковый щиток. Цветки — обычно обоеполые, пятилепестковые, белого цвета. Цветоносы у отдельных сортов выше стеблей. Много тычинок и пестиков. Критическая температура заморозков для цветков составляет −1,5 °С.
Плоды земляники (многоорешки), в быту называемые ягодами, являются разросшимся сочным цветоложем; настоящие плоды (орешки) — мелкие, коричневатого цвета — находятся на поверхности ягод. Ягоды обычно красные (разных оттенков), иногда розовые или белые, с красноватой, реже белой мякотью.
По числу хромосом (Darrow, 1966; Скотт, Лоуренс, 1981) является октаплоидом (2n = 56).

## Распространение

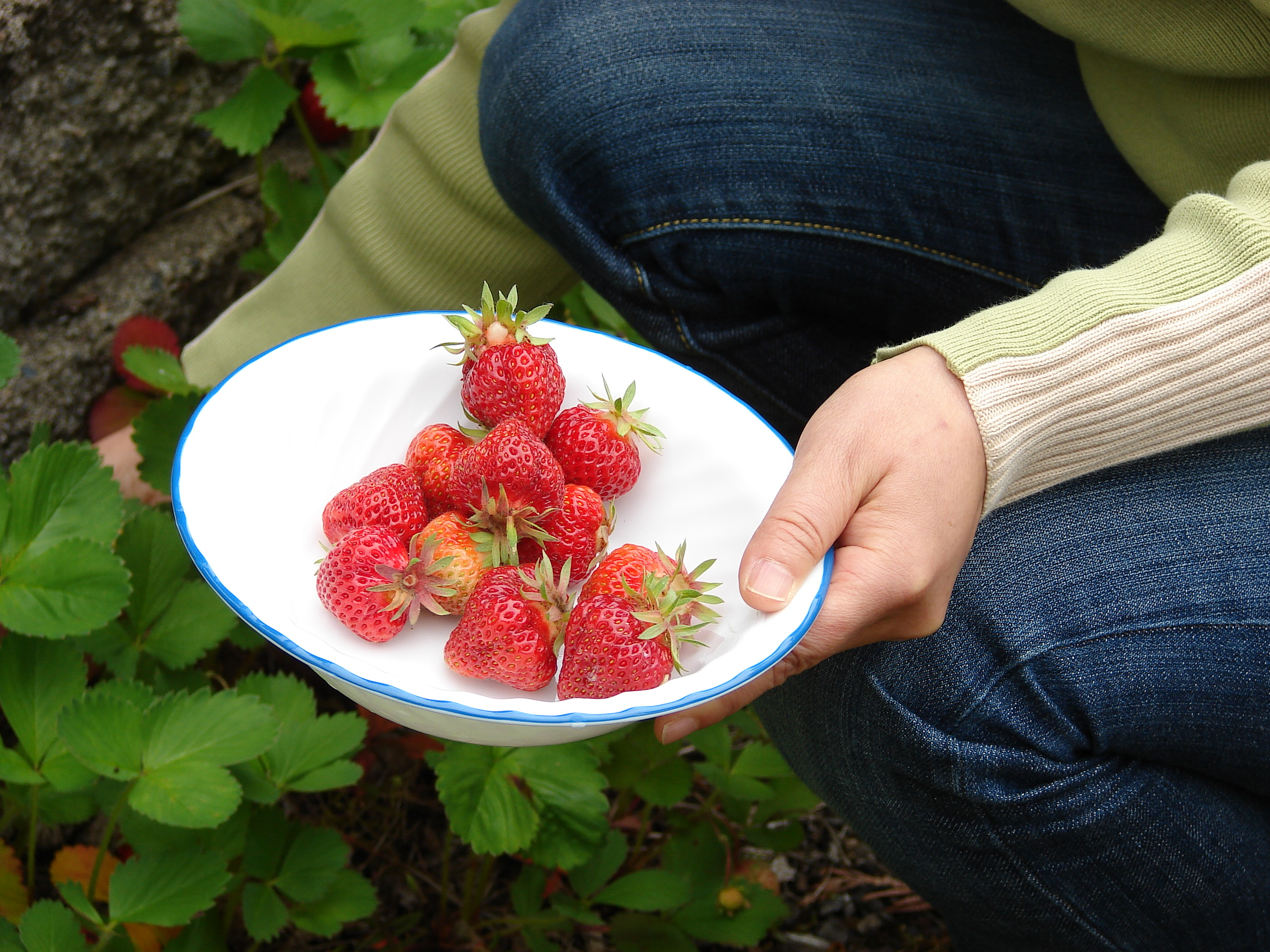
Собранные ягоды земляники ананасной

В диком виде не существует и не была выведена из определённого дикорастущего вида растений рода земляника, то есть является культигеном. Появилась в Голландии в XVIII веке. Возникла, предположительно, в результате гибридизации земляники чилийской, придавшей ей крупноплодность, и земляники виргинской, от которой получила относительную морозостойкость. Это подтверждается сходством признаков растений земляники садовой и указанных видов, в том числе одинаковым числом хромосом (2n = 56).
В России до XV века землянику вообще не возделывали в связи с обильным произрастанием нескольких видов земляники в диком состоянии на территории страны. Затем начали возделывать землянику зелёную, называемую тогда клубникой (из-за формы ягод), как более крупноплодную и урожайную по сравнению с земляникой лесной, особенно в тех регионах, где она в диком состоянии не произрастала. И лишь в XVII—XVIII веках начали вводить в культуру землянику мускатную. Поскольку к тому времени уже стало привычным, что в садах выращивают клубнику, при проведении описания и систематизации растений в России клубникой официально в науке назвали не землянику зелёную, а землянику мускатную, чем внесли небольшую путаницу в русских названиях этих ягод.
Вид растения, названный впоследствии земляникой ананасной, появившись на Земле только во второй половине XVIII века, завоевал в Европе свою нишу среди культивируемых растений; при этом его первые сорта не отличались морозостойкостью. В Россию же он попал только в XIX веке, а массово распространился — в XX веке. Одним из первых был завезён сорт «Виктория», выведенный в Англии и названный в честь королевы Виктории. Хотя этот сорт был одним из наиболее морозоустойчивых, его плоды плохо хранятся, вследствие чего нетранспортабельны и не подходят для промышленного производства. В настоящее время этот сорт вытеснен выведенными позднее улучшенными сортами и практически не встречается. 

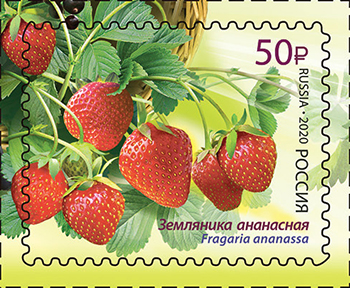
Почтовая марка Земляника ананасная

Как более крупноплодное и высокоурожайное растение, земляника ананасная довольно быстро вытеснила из культуры возделываемые до этого клубники — как землянику мускатную, так и землянику зелёную. Именно в связи с этим получило распространение бытовое именование земляники ананасной как клубника.
Возникнув одновременно в Европе и Америке, земляника ананасная представляет собой широко распространённую ягодную культуру. В России культура земляники садовой (Fragaria x ananassa Duch.) имеет почти 200-летнюю историю, при этом возделывались сорта зарубежной селекции. Селекционная же работа с земляникой ананасной была начата только в 1924 году на Московской плодово-ягодной станции. Неморозостойкое (зависит от сорта), незасухоустойчивое, теневыносливое растение. В Европейской части России в морозные малоснежные зимы часто погибает, понижение температуры до −15°С (без снегового покрова) приводит к гибели растений. К почве не требовательна.

### Основные страны производители
По данным ФАО, в 2020 году во всём мире было собрано 8 861 381 тонн клубники. В 2020 году 10 ведущих мировых производителей вместе собрали 80,4 % от общего объёма урожая.
Крупнейшие производители земляники садовой (тысяч тонн).
| Номер | Страна           | 2013 | 2023 |
| ----- | ---------------- | ---- | ---- |
| 1     | Китай            | 2416 | 4209 |
| 2     | США              | 1382 | 1250 |
| 3     | Египет           | 262  | 731  |
| 4     | Турция           | 372  | 677  |
| 5     | Мексика          | 379  | 642  |
| 6     | Испания          | 313  | 329  |
| 7     | Россия           | 188  | 261  |
| 8     | Польша           | 193  | 195  |
| 9     | Бразилия         | 141  | 188  |
| 10    | Республика Корея | 217  | 178  |
| 11    | Япония           | 166  | 158  |
| 12    | Марокко          | 145  | 137  |
| 13    | Германия         | 150  | 131  |
| 14    | Италия           | 147  | 120  |
| 15    | Колумбия         | 42   | 115  |
| 16    | Греция           | 7    | 108  |
| 17    | Великобритания   | 94   | 106  |
| 18    | Нидерланды       | 51   | 79   |
| 19    | Франция          | 56   | 77   |
| 20    | Беларусь         | 65   | 76   |

## Таксономия
Вид Земляника садовая входит в род Земляника подсемейства Rosoideae семейства Розовые (Rosaceae) порядка Розоцветные (Rosales).
|  |                                      |  |                                                               |                                                               |                   |  | ещё 8 семейств (согласно Системе APG II) | ещё 8 семейств (согласно Системе APG II)     |                                              |  |  |  | ещё 39 родов    | ещё 39 родов          |  |  |
|  |                                      |  |                                                               |                                                               |                   |  | ещё 8 семейств (согласно Системе APG II) | ещё 8 семейств (согласно Системе APG II)     |                                              |  |  |  | ещё 39 родов    | ещё 39 родов          |  |  |
|  |                                      |  |                                                               | порядок Розоцветные                                           |                   |  |                                          |                                              | подсемейство Rosoideae                       |  |  |  |                 | вид Земляника садовая |  |  |
|  |                                      |  |                                                               | порядок Розоцветные                                           |                   |  |                                          |                                              | подсемейство Rosoideae                       |  |  |  |                 | вид Земляника садовая |  |  |
|  | отдел Цветковые, или Покрытосеменные |  |                                                               |                                                               | семейство Розовые |  |                                          |                                              | род Земляника                                |  |  |  |                 |                       |  |  |
|  | отдел Цветковые, или Покрытосеменные |  |                                                               |                                                               |                   |  |                                          |                                              |                                              |  |  |  |                 |                       |  |  |
|  |                                      |  | ещё 127 порядков цветковых растений (согласно Системе APG II) | ещё 127 порядков цветковых растений (согласно Системе APG II) |                   |  |                                          | ещё 3 подсемейства (согласно Системе APG II) | ещё 3 подсемейства (согласно Системе APG II) |  |  |  | ещё 19—99 видов |                       |  |  |
|  |                                      |  |                                                               | ещё 127 порядков цветковых растений (согласно Системе APG II) |                   |  |                                          |                                              | ещё 3 подсемейства (согласно Системе APG II) |  |  |  |                 |                       |  |  |

## Значение и применение

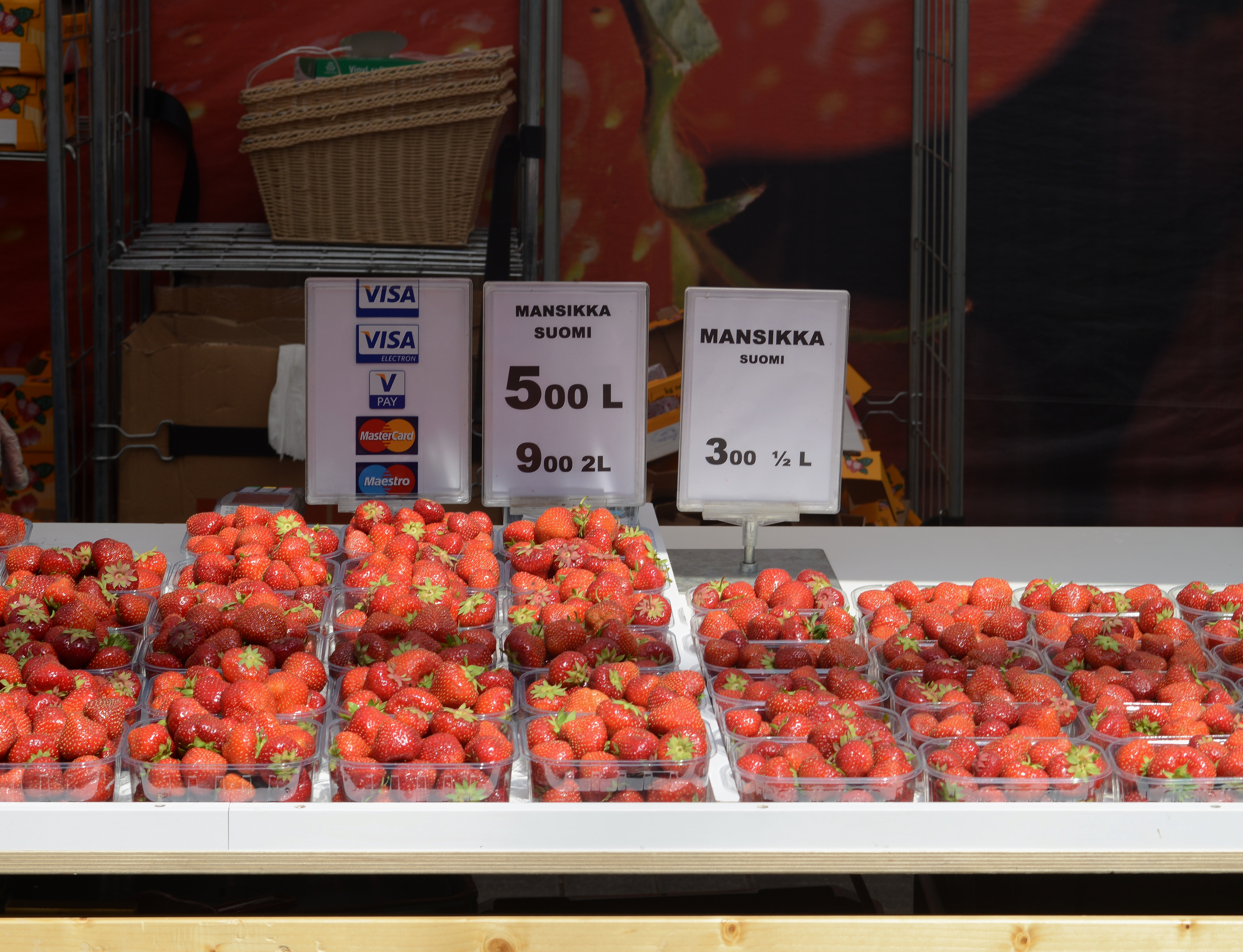
Свежие ягоды садовой земляники на прилавке

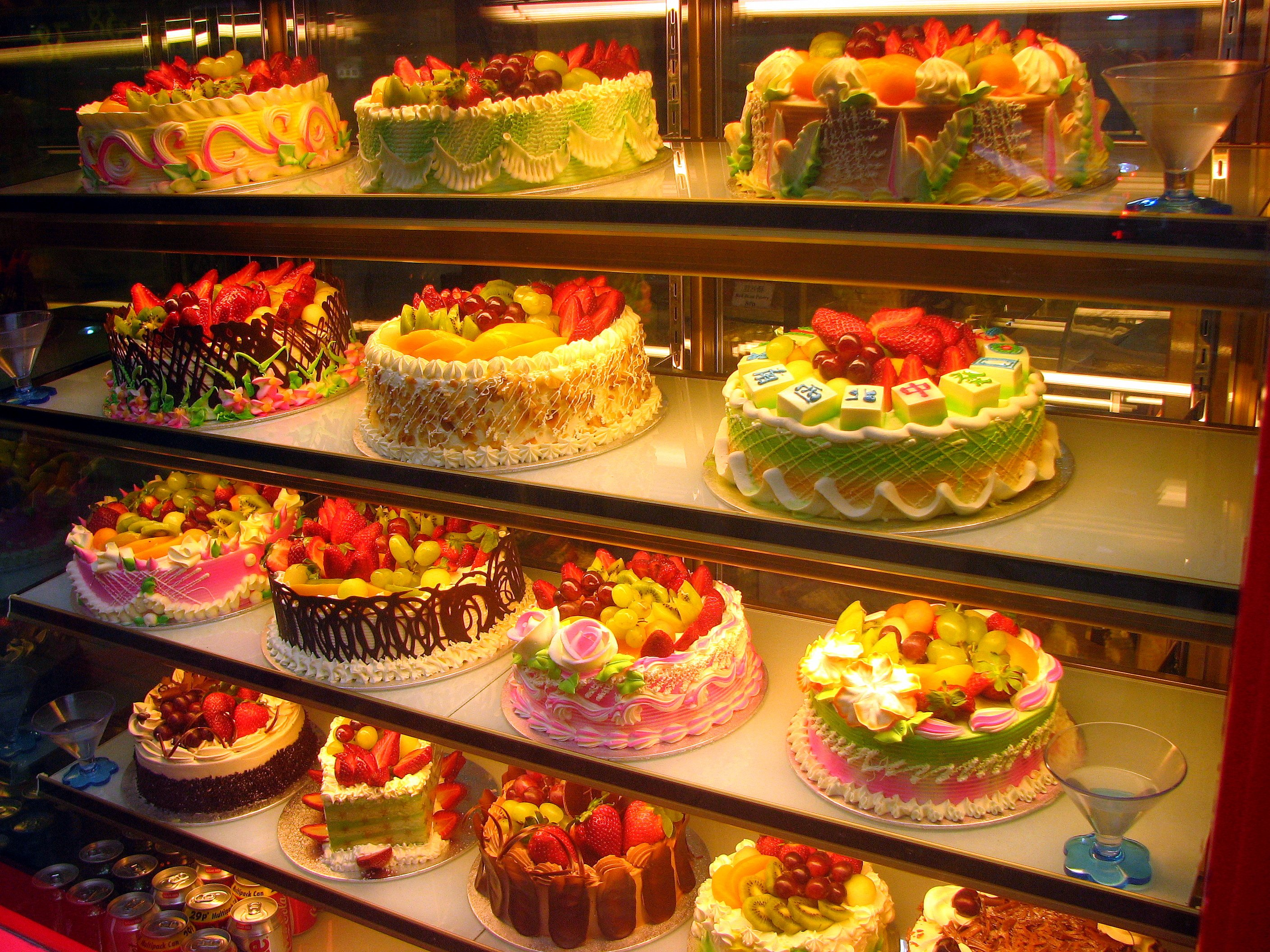
Ягоды садовой земляники широко используют в кулинарии для украшений

Земляника ананасная — самая возделываемая в производственных масштабах ягода. Её доля в общемировом производстве ягод составляет около 70 %, то есть более 4 млн тонн в год. К достоинствам относится то, что это плодовое растение с самым ранним сроком созревания.
Выведено более 2000 сортов земляники ананасной (из них несколько десятков сортов ремонтантных), в основном в США, России, Канаде, Великобритании, Германии, Италии, Нидерландах, Болгарии. В результате селекции увеличена масса ягод (с 3—5 г до 50—75 г), в книге рекордов Гиннесса зафиксирована ягода массой 231,6 г (Англия, 1983 год).
Ягоды употребляют в свежем, замороженном и переработанном (варенье, пастила, соки и др.) виде. Химический состав свежих ягод в среднем (в % по массе): вода (80—90), общий сахар (4,5—10), кислоты (0,8—1,6), азотистые (0,9—1,2), пектиновые (1,0—1,7), дубильные (0,16—0,25) вещества, клетчатка (1,0—1,6), зола (0,4—0,8); витамин С (50—80 мг%). Урожайность 6—7 т/га.
Также имеются сорта, выведенные в декоративных целях, например, с розовыми цветками. (См. декоративные сорта).
У некоторых людей употребление земляники может вызывать аллергию, проявляющуюся анафилактическим шоком, отёками, крапивницей, тошнотой и болями в животе.

## Сорта
За два с лишним столетия существования садовой (ананасной) земляники в разных странах выведены несколько тысяч её сортов. Среди них имеются сорта морозоустойчивые и неморозоустойчивые (то есть пригодные только для стран с теплым климатом), с разной формой, вкусом и цветом ягод (в том числе белоплодные), с цветами различной окраски. Существуют также межвидовые гибридные сорта земляники ананасной с клубникой садовой — так называемые земклуники, выведенные методом химического мутагенеза. При скрещивании земляники садовой с клубникой лесной выведены такие сорта, как «Народная», «Десертная», «Победа».

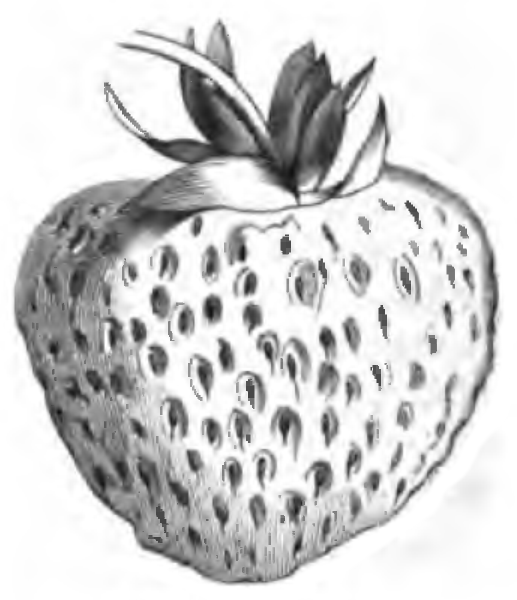
Земляника садовая, сорт «Виктория» («Victoria»), чёрно-белая иллюстрация, 1883 год
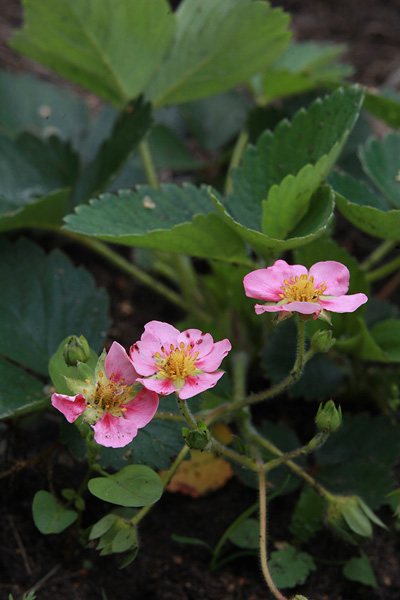
Земляника садовая, декоративный сорт «Уралочка Розовая»
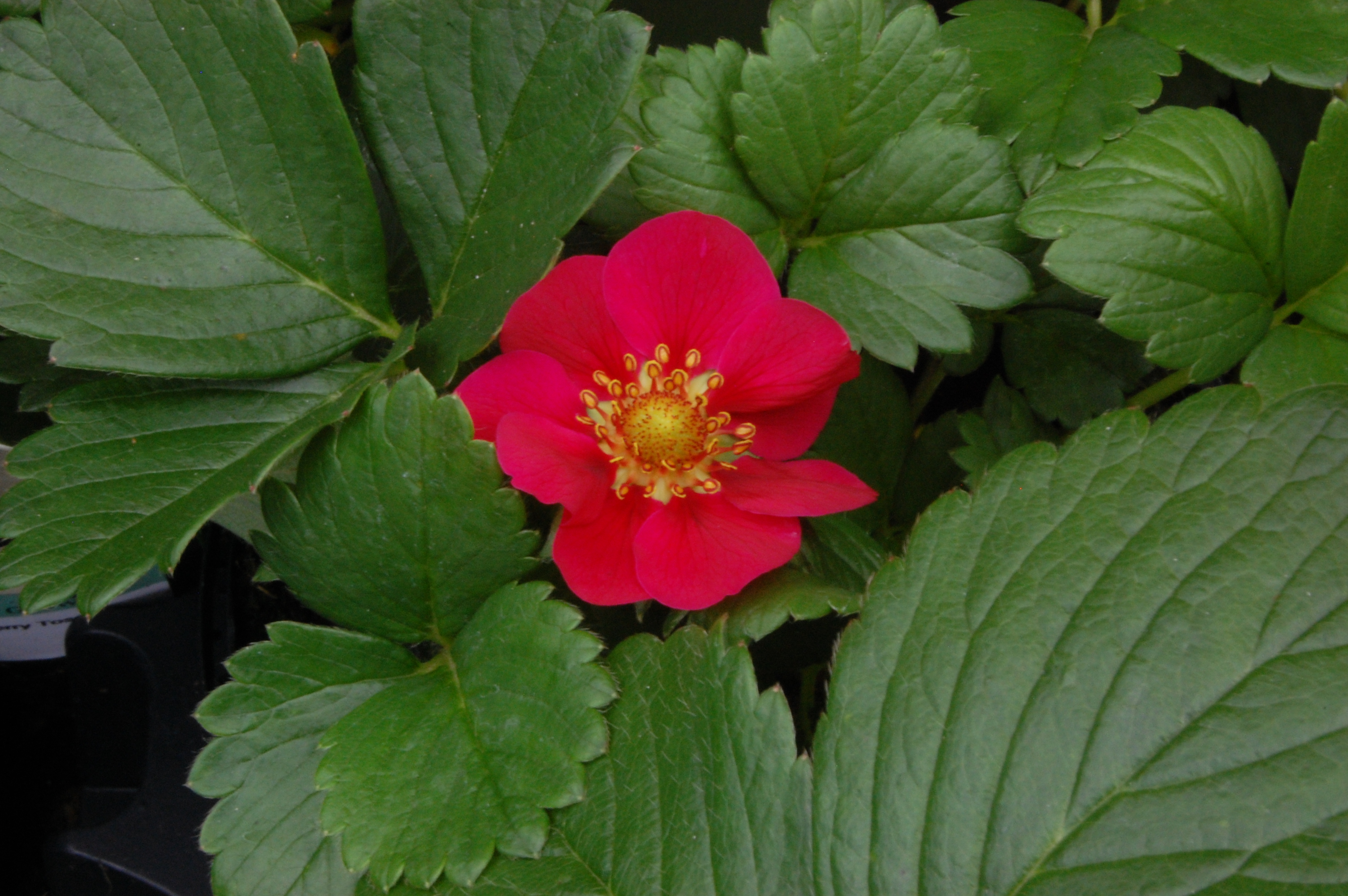
Земляника садовая, декоративный сорт «Tascana F1»
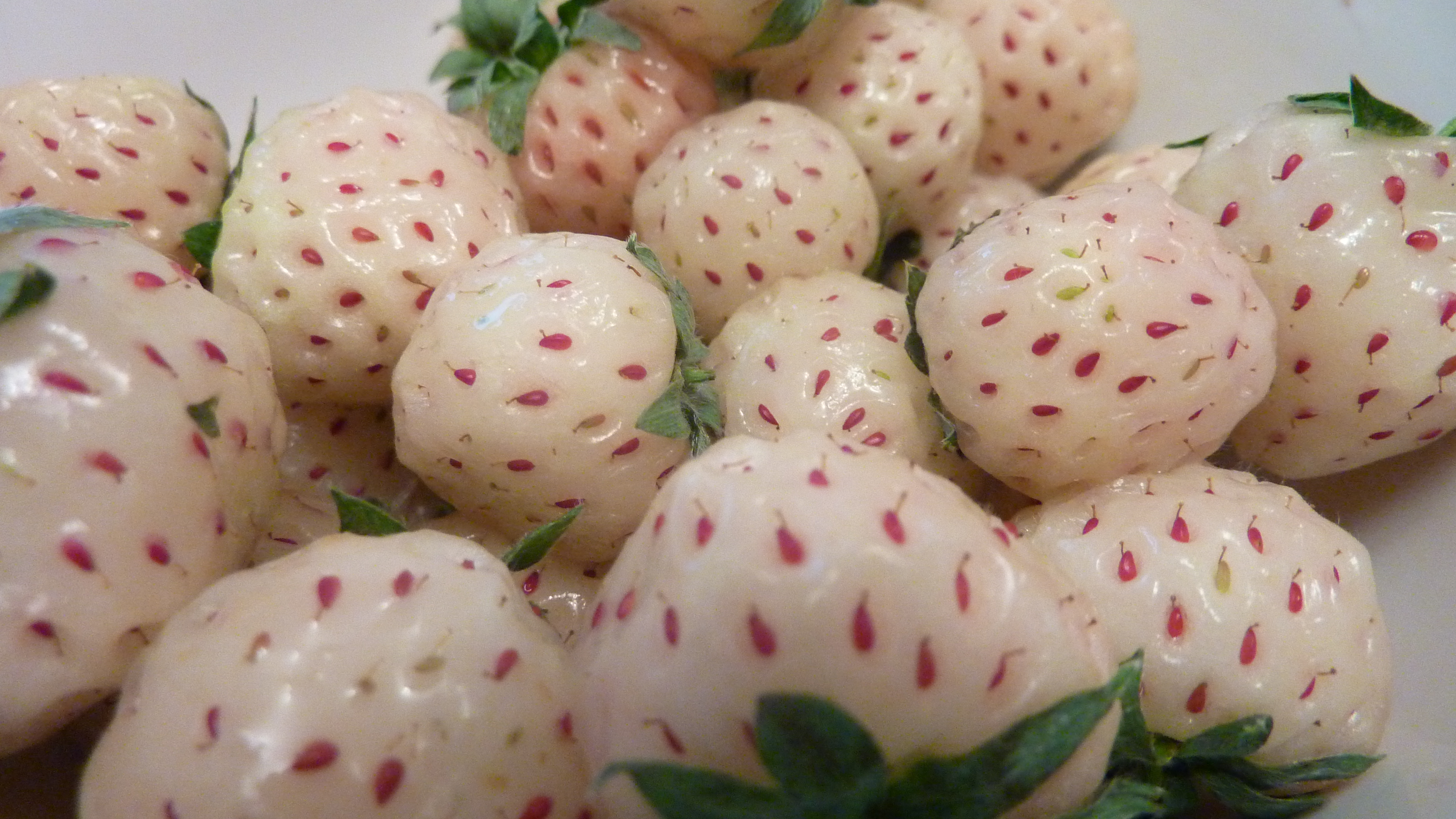
Земляника садовая, белоплодный сорт «Pineberry»
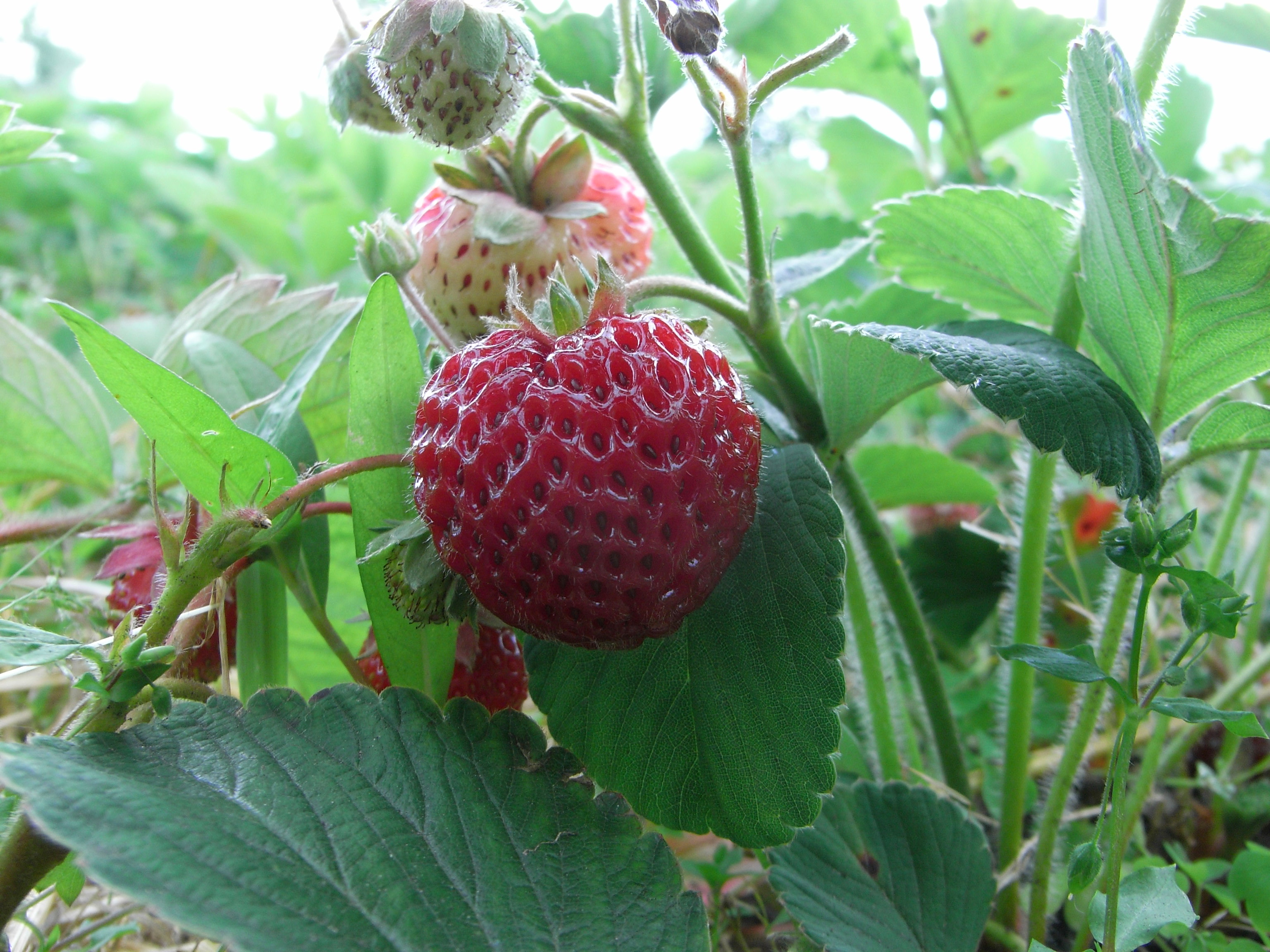
Земляника садовая, сорт «Mieze Schindler»
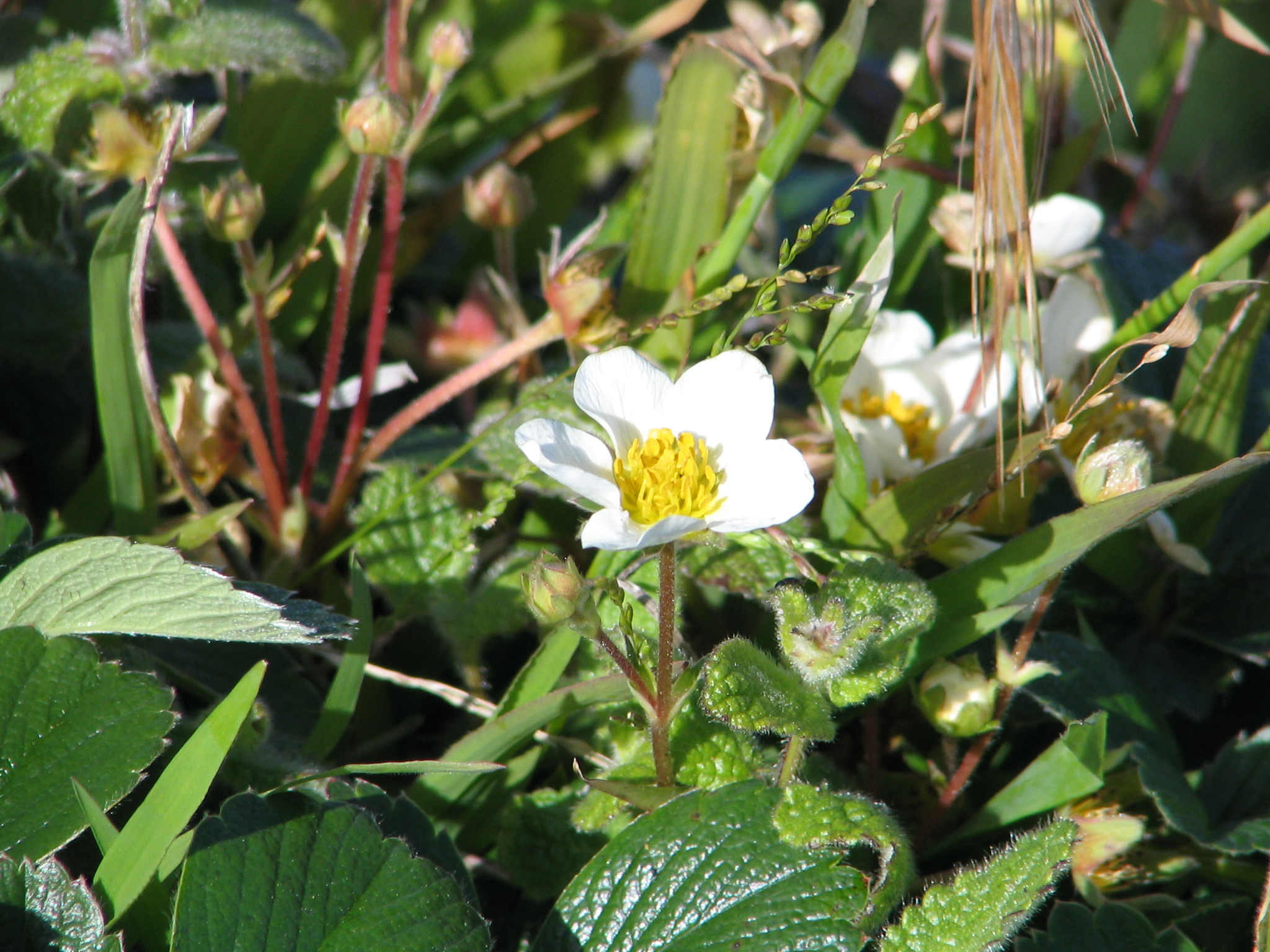
Земляника чилийская — одна из двух «прародительниц» земляники садовой
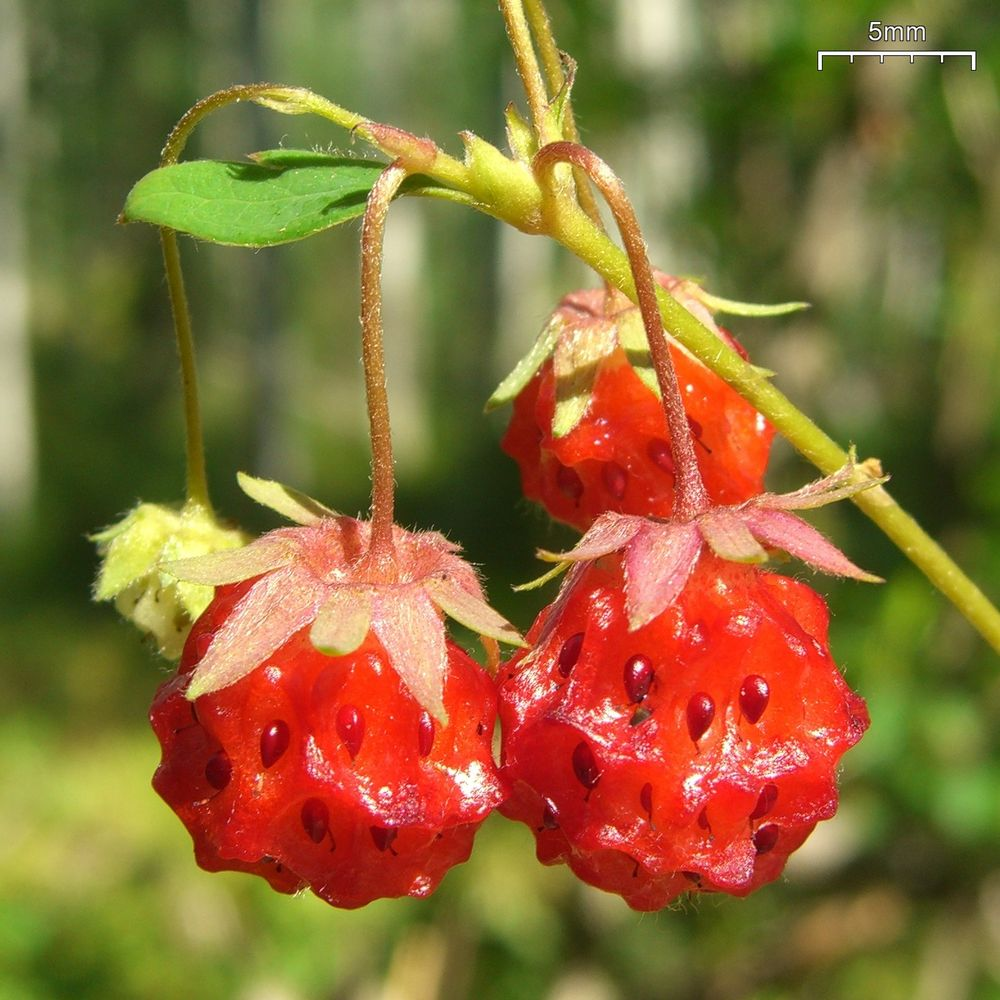
Земляника виргинская — одна из двух «прародительниц» земляники садовой

## Агротехника
Следует использовать районированные сорта. При этом для стабильности урожая желательно выращивать несколько сортов: раннего, среднего и позднего сроков созревания. При выборе сорта следует учитывать и возможности транспортировки, хранения, механизированной уборки (жёсткость кожицы, плотность мякоти, лёжкость).
Участки выбираются хорошо освещённые, с pH почвы 5,6—6,0, с глубиной залегания грунтовых вод не менее 1 метра, защищённые от ветра (суховеев и сдува снега зимой). Необходимо соблюдать культурооборот, оптимальный срок выращивания на одном месте 3—4 года. Недопустимо использование в качестве предшествующей культуры паслёновых, огурцов, капусты, цветочных культур, а также древесных культур из-за наличия общих болезней и вредителей. При посадке следует учитывать их последующее загущение из-за образования розеток и дочерних растений.
Через неделю после уборки последнего урожая листья скашивают на высоте 5—7 см от поверхности почвы.

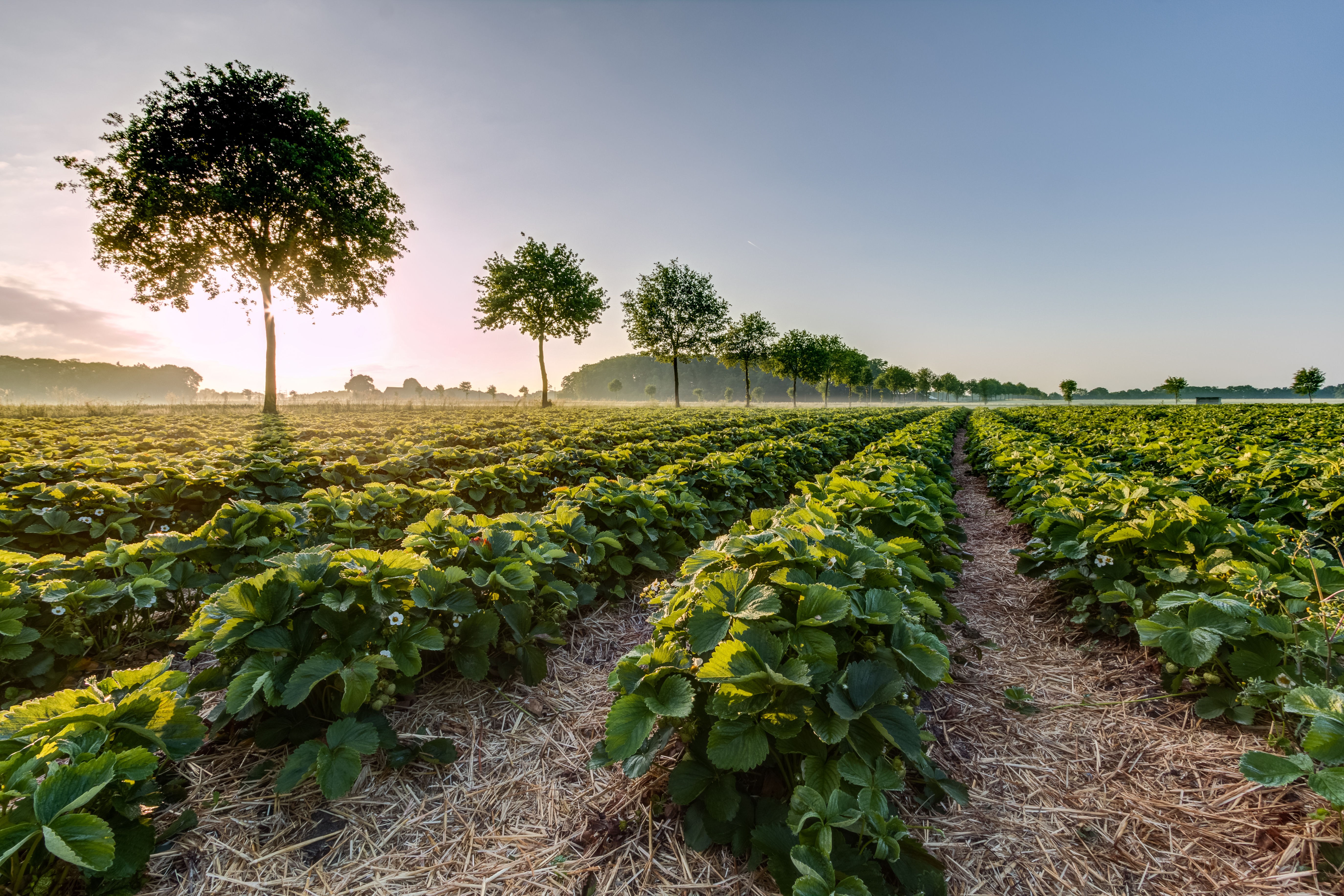
Плантация земляники садовой (Германия)
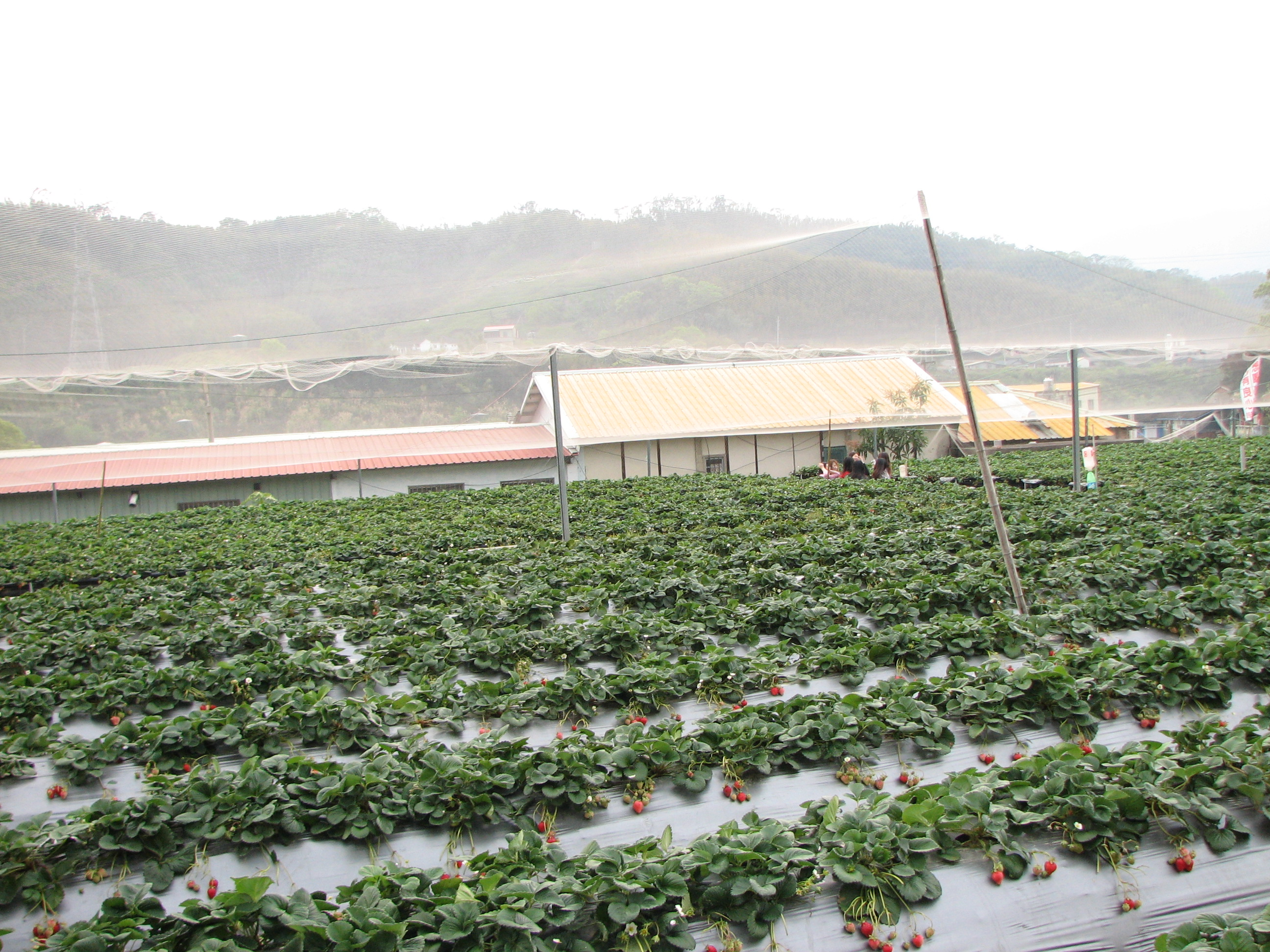
Для защиты от птиц над плантацией земляники садовой натянута сетка (Тайвань)
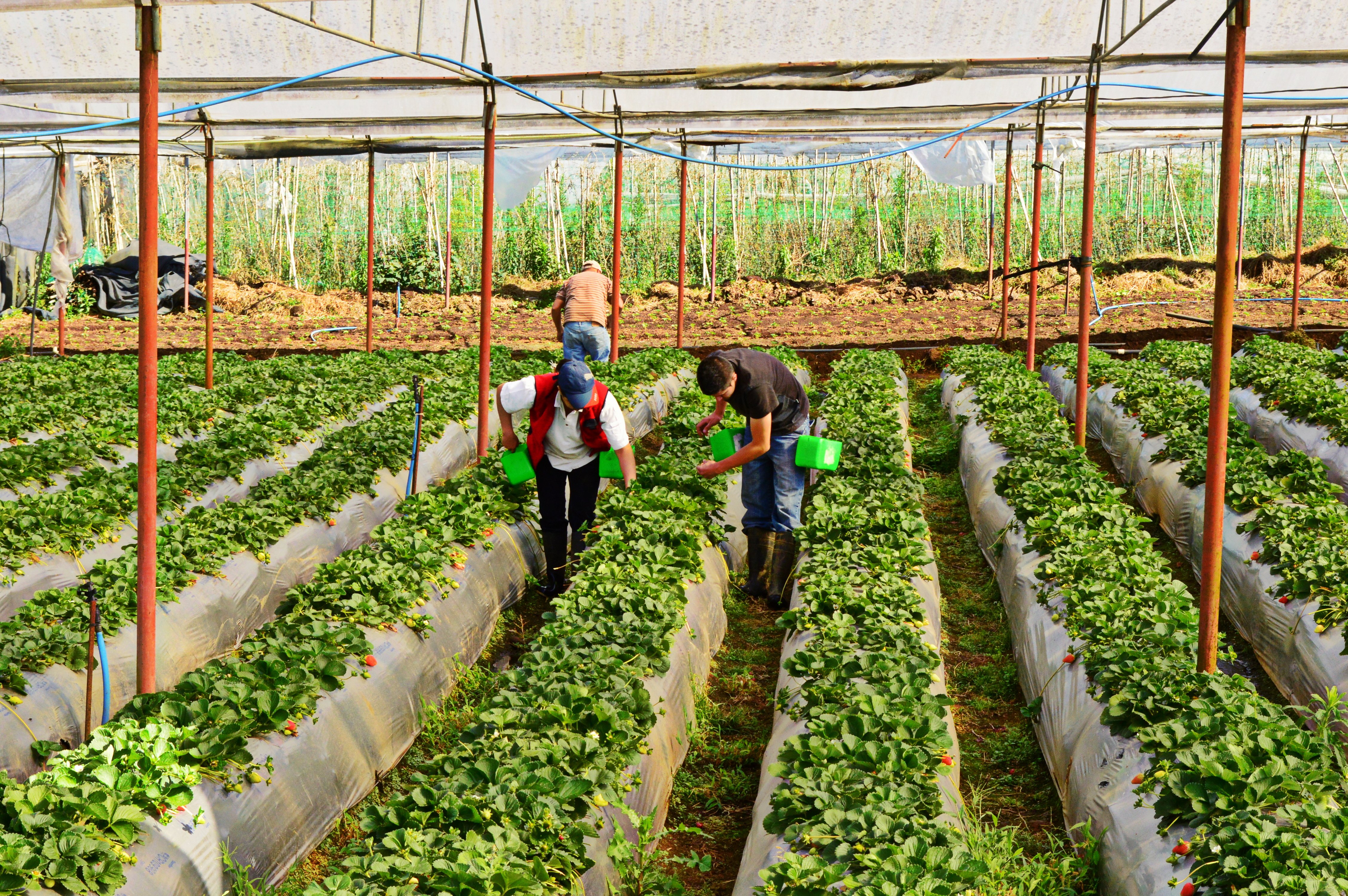
Для защиты растений от солнечных ожогов оборудован навес из полимерной плёнки (Испания)
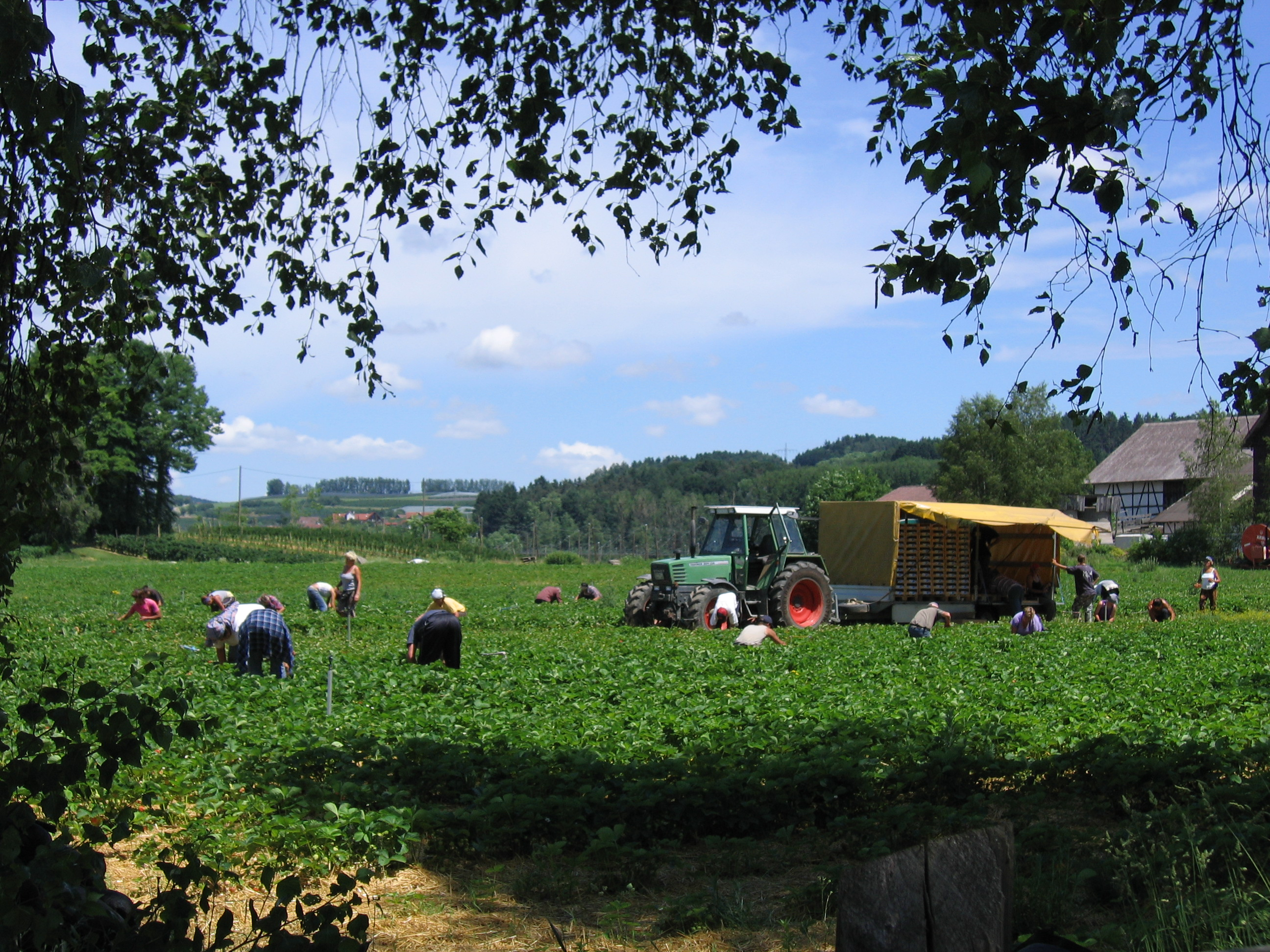
Ручная уборка земляники садовой на плантации (Германия)
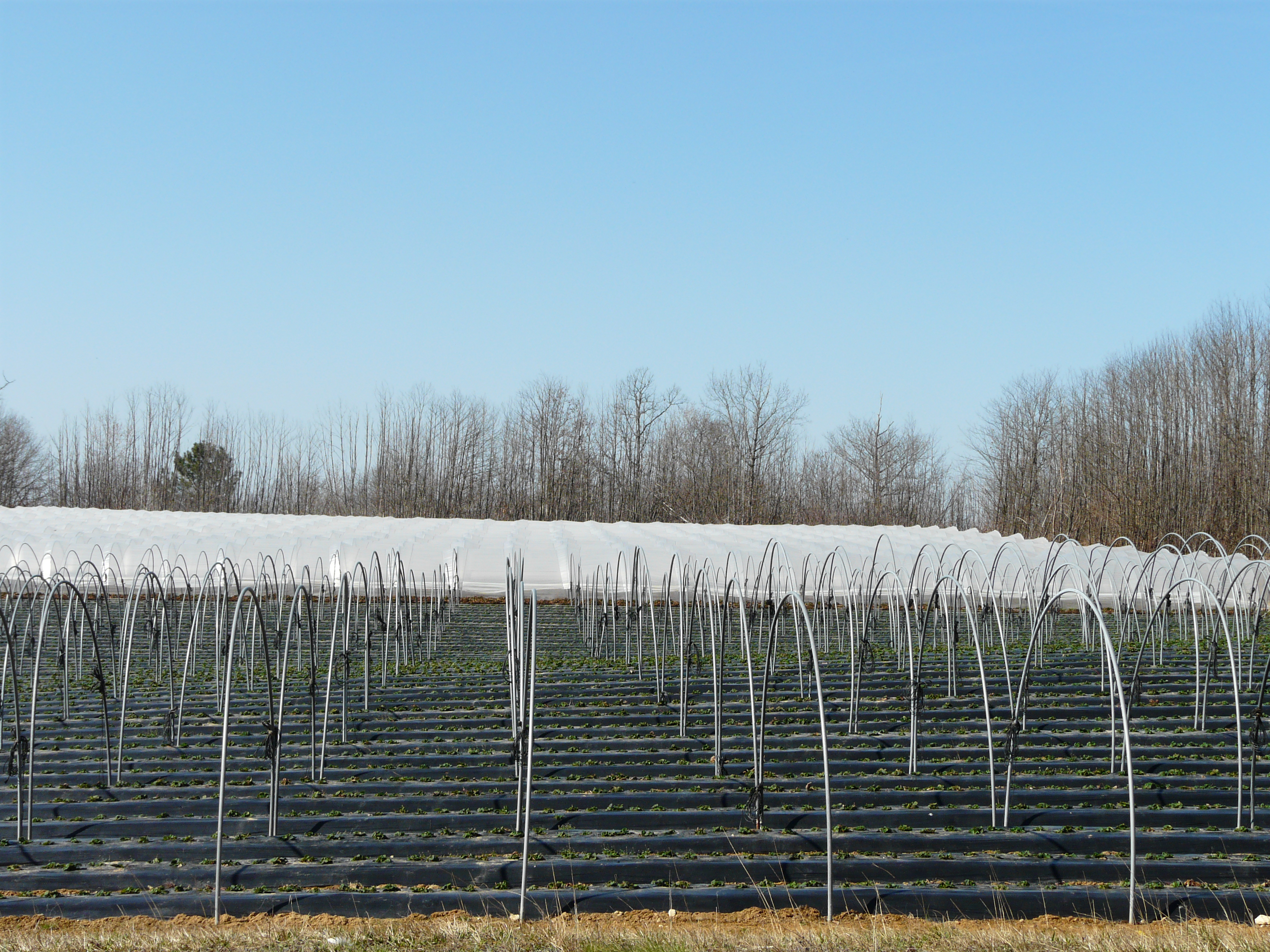
Теплицы для выращивания земляники садовой (Франция)
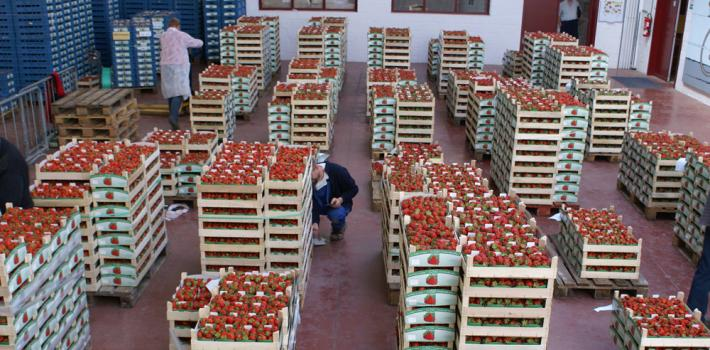
Склад с земляникой садовой
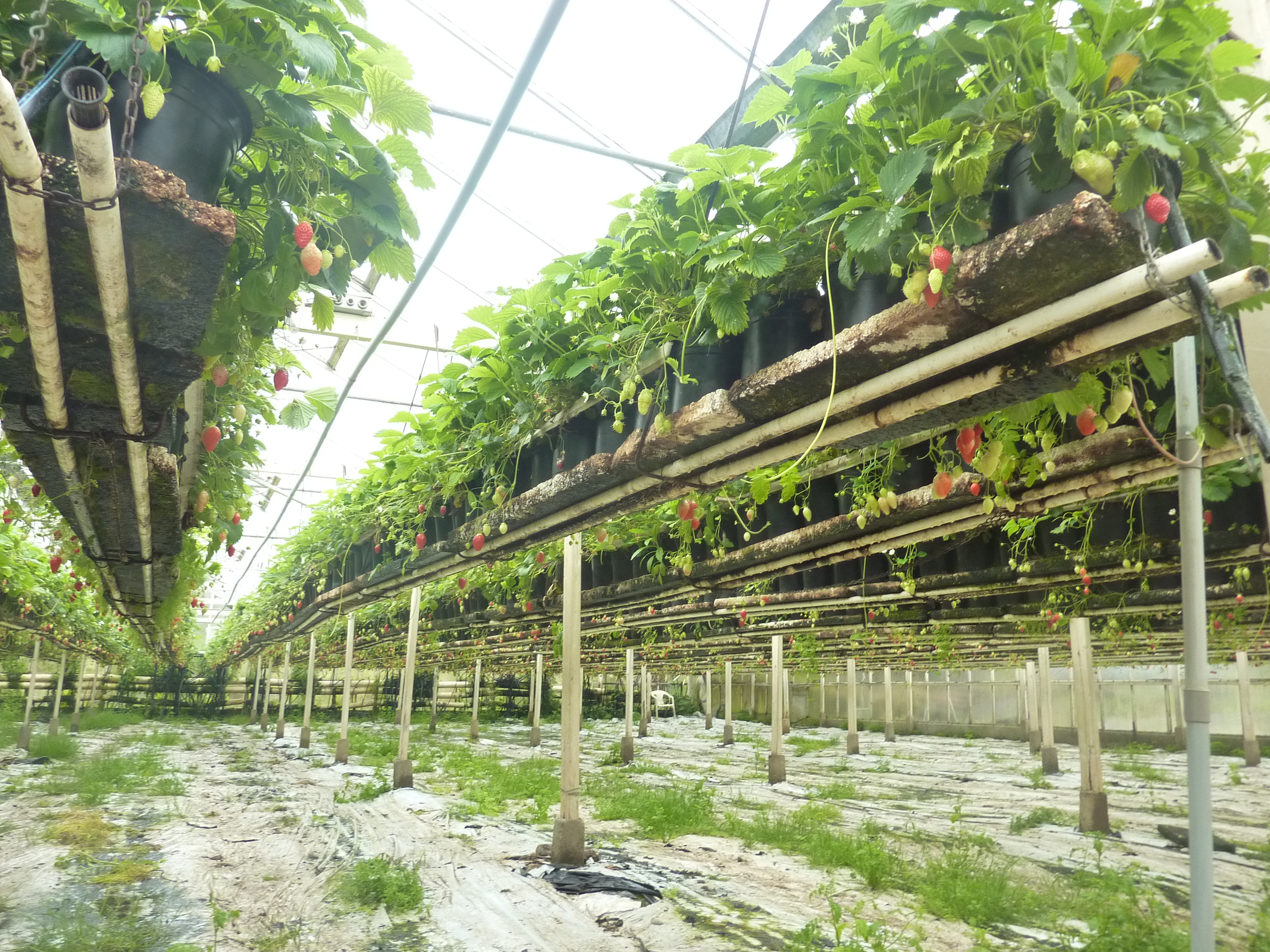
Ампельное выращивание земляники садовой (Плугастель-Даулас, Франция)
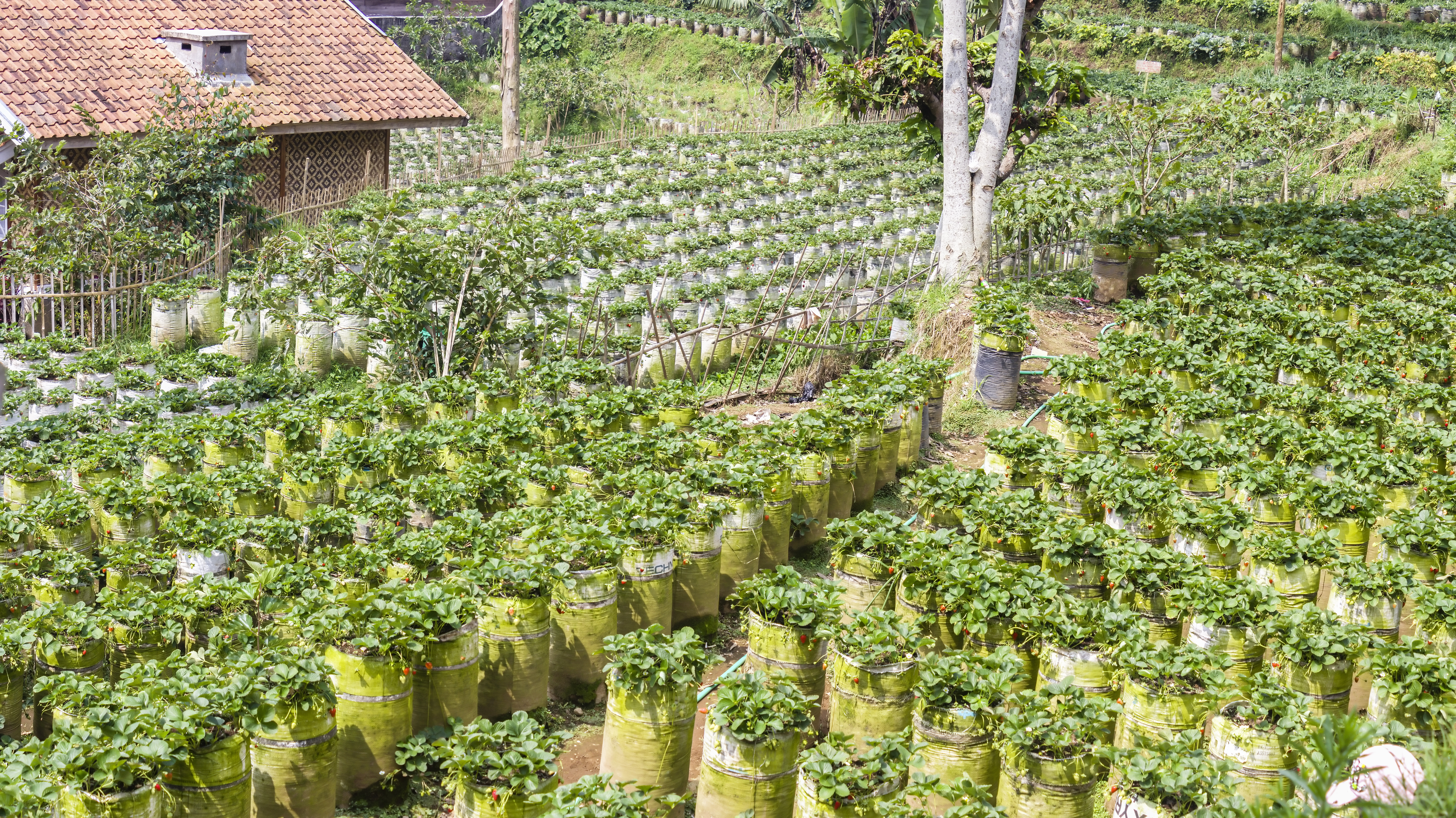
Контейнерное выращивание земляники садовой (Бандунг, Индонезия)
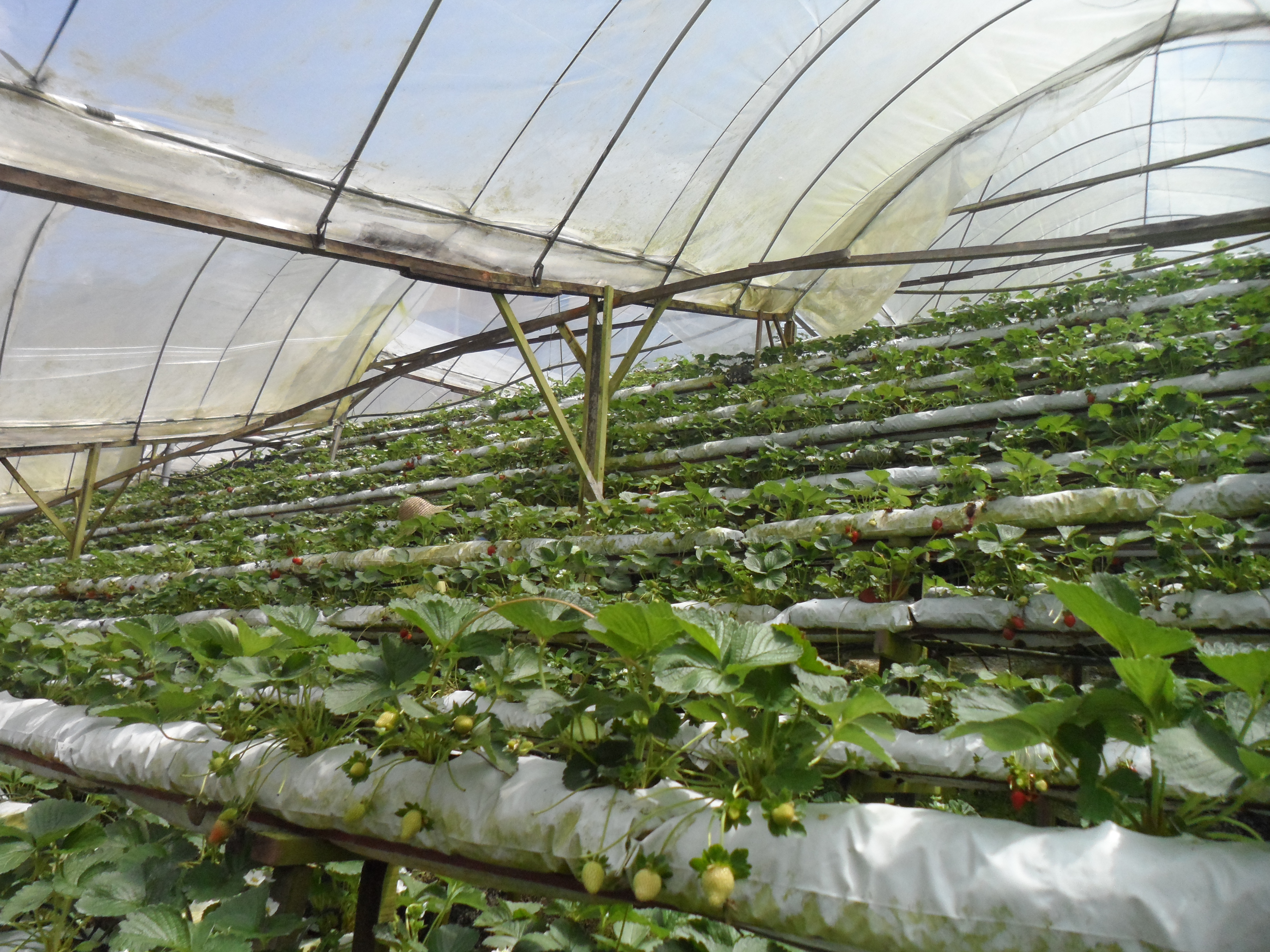
Фертигационное выращивание земляники садовой (Камерон-Хайлендс, Малайзия)
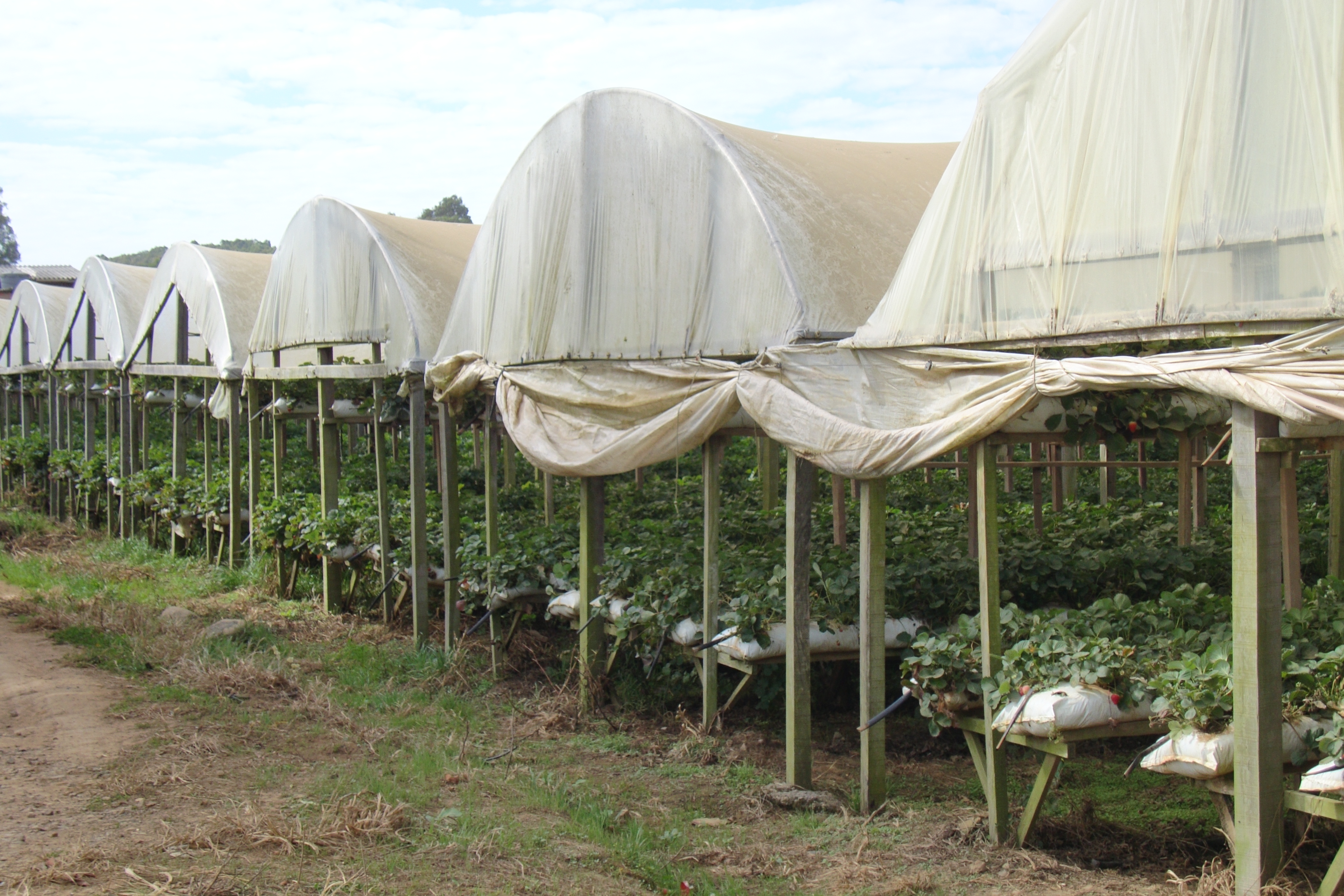
Гидропонное выращивание земляники садовой (Риу-Гранди-ду-Сул, Бразилия)